# فهرسة الكتب

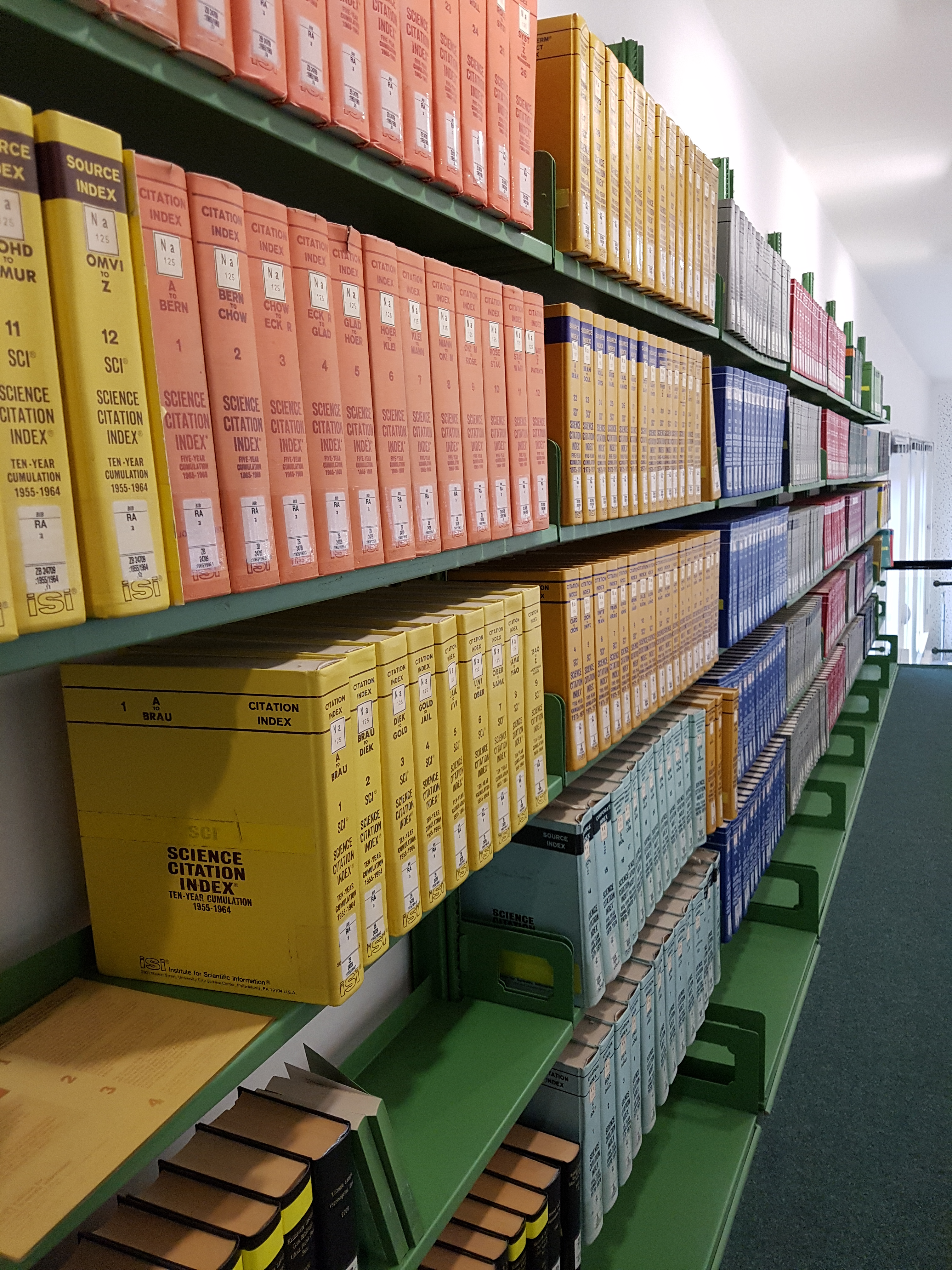

فهرسة الكتب (بالإنجليزية: Bibliography)‏ نقحرة: ببليوجرافيا أو ببليوغرافيا، من الكلمات غير العربية التي دخلت إلى اللغة العربية معربة في العصر الحديث، وقد جاءت هذه الكلمة أصلا من اللغة اليونانية وهي مركبة من كلمتين هما: Biblion كتيب وهي صورة التصغير للمصطلح Biblios بمعني كتابة، وكلمة Graphia وهي اسم الفعل المأخوذ من Graphein بمعنى ينسخ أو يكتب، وقد كانت ببليوجرافيا تعني منذ ظهورها خلال العصر الإغريقي وحتى القرن السابع عشر «نسخ الكتب» وظلت تحمل نفس المعنى حتى تحول مدلولها في النصف الثاني من القرن الثامن عشر من «نسخ الكتب» أو«كتابة الكتب» إلى «الكتابة عن الكتب».
إذًا، الببليوجرافيا كلمة تتكون من مقطعين ببليو معناها كتاب وجرافيا تعني وصف ولهذا فإن أبسط تعريف للكلمة هو وصف الكتب.
والببليوجرافيات هي البيانات، فالببليوجرافيا مثل اسم المؤلف، وعنوان الوعاء، والطبعة، وبيانات النشر، وعدد الصفحات، وعن أوعية المعلومات سواء أكانت نوعية واحدة فقط أو عدة نوعيات معا.
وقد جرت محاولات عربية بديلة لكلمة ببليوجرافيا مثل كلمة وراقة وكلمة ثبت حيث لم تلق الكلمات البديلة قبولا لدى المكتبين العرب فبقيت الكلمة ببليوجرافيا هي المستخدمة.[بحاجة لمصدر].
وقد عرف قاموس أكسفورد الإنجليزي «ببليوجرافيا» بأنها (نسخ أو كتابة الكتب، أي بمعنى وصف وتاريخ الكتب من ناحية التأليف والطباعة والنشر وغير ذلك، وقائمة بالكتب الخاصة بمؤلف أو ناشر أو وطن أو فكرة معينة أو موضوع معين).
تشتمل القائمة الببليوجرافية في العادة علي حصر شامل أو غير شامل به بيانات ببليوجرافية عن مصادر المعلومات المستقلة مثل الكتب أو الرسائل الجامعية أو الدوريات وغير ذلك، وقد تقتصر الببليوجرافية على نوع واحد مثل الكتب وقد تغطي نوعين أو أكثر من أنواع مصادر المعلومات، وهي قائمة مرتبة وفقا لنظام ما بالمصادر الخاصة بموضوع معين أو شخص معين أو تلك الصادرة في فترة زمنية معينة أو في مكان محدد.

## خصائص الببليوجرافيات
أ- تعتبر كلمة ببليوجرافيا في الوقت الحاضر من الكلمات الواسعة الانتشار حيث تستخدم من قبل المتخصصين في مجال المكتبات والمعلومات في معظم دول العالم.
ب- أصبحت كلمة ببليوجرافيا مصطلحا معربا يُستخدم بكثرة في المؤتمرات والمنظمات المتخصصة والباحثين في مجال المكتبات والمعلومات في الوطن العربي.
ج-تستخدم طرق عديدة في ترتيب الببليوجرافيات، أي ترتيب المواد داخل العمل الببليوجرافي. ومنها: (الترتيب الهجائي، الترتيب المصنف، الترتيب الزمني، الترتيب الجغرافي، الترتيب الشكلي، الترتيب وفقا لمؤسسات النشر).
د- وتتميز الببليوجرافيات باتساع التغطية وباشتمالها على مصادر المعلومات الرئيسة.
ه- الببليوجرافيات تكتفي بالإشارات الببليوجرافية فقط للأوعية دون ذكر المكتبات أو مراكز المعلومات التي توجد بها هذه الأوعية.

## فوائد الببليوجرافيات
تستطيع الببليوجرافيات أن تحقق الفوائد التالية:
أ- تيسر للباحث العلمي البحث والحصول على المصادر الخاصة بموضوع بحثه عبر كل الامتدادات التي يرغبها زمنيا ومكانيا ولغويا وموضوعيا.
ب- تساعد الباحث على الاختيار والانتقاء للمصادر التي يرغبها كما ترشده إلى مصادر لم تخطر بباله.
ج- تمكن الباحث من التحقق من معلومات معينة والعمل على استكمالها أو تصحيحها.
د- تعتبر الببليوجرافيات مفاتيح مصادر المعلومات وهي توفر الجهد والوقت والتكاليف ومن ثم يكون إنجاز الدارس لبحثه أسرع وأشمل وأدق وأكثر كفاءة.

## أنواع الببليوجرافيات
وممكن أن نقسم الببليوجرافيات إلي نوعين هما:
أ- الببليوجرافيات التحليلية النصية: ويطلق عليها أحيانا الببليوجرافيات النقدية وهي تشمل شرح كل الحقائق المتعلقة بأساليب التحول والانتقال من المخطوط إلي المنتج النهائي أي الاهتمام بالوصف المادي للكتاب وكذلك الاختلافات النصية بين المخطوط والكتاب المطبوع وبين الطبعات المختلفة للكتاب الواحد أو ما يسمي بتاريخ حياة الكتاب.
ب- الببليوجرافيات النسقية الحصرية: وهي عبارة عن قوائم نسقية تهدف التعريف بالإنتاج الفكري الذي يصدر في نطاق جغرافي معين كما هو الحال مثلا بالنسبة للببليوجرافيات القومية أو الإنتاج الفكري المتخصص في موضوع معين كما هو في الببليوجرافيات المتخصصة أو الإنتاج الفكري الذي يتميز بخصائص وظيفية معينة كما هو الحال في الببليوجرافيات الخاصة بالأطروحات والببليوجرافيات الخاصة بالدوريات.
-وهناك أكثر من أساس نستطيع عن طريقه أن نقسم الببليوجرافيات إلي أنواع مثل: (فنجد الببليوجرافيات العالمية والإقليمية، ووفقا للحدود الزمنية للتغطية فنجد الببليوجرافيات الراجعة والببليوجرافيات التجارية، ووفقا للحدود الموضوعية للتغطية فنجد الببليوجرافيات الشاملة والببليوجرافيات الموضوعية، ووفقا للحدود النوعية للتغطية فنجد ببليوجرافيات الدوريات وببليوجرافيات الرسائل الجامعية وببليوجرافيات التقارير.......)، وإذا جمعنا أكثر من أساس واحد لتقسيم هذه الببليوجرافيات إلي أنواع فنجد أنها ممكن أن تقسم إلي الأنواع التالية:

### الببليوجرافيات الشاملة
وهي تلك التي تهتم بحصر ووصف الإنتاج الفكري بصفة عامة دون التقيد بمجال موضوعي معين وأنما تستوعب كل المؤلفات في كل الموضوعات دون تمييز، وتنقسم هذه النوعية إلي:
1-الببليوجرافيات القومية:
وهي تحصر وتصف الإنتاج الفكري لدولة معينة سواء ما صدر داخل الدولة أو خارج الدولة كموضوع أو ما ينشر لمواطني الدولة خارج حدودها مثل (النشرة المصرية للمطبوعات 1955)و (الببليوجرافيات الجزائرية 1965).
2-الببليوجرافيات التجارية:
وهي عبارة عن حصر ووصف لمحتويات فهارس الناشرين والموزعين وتجار الكتب وتقتصر في تغطيتها علي ما يصدره ناشروا الدولة من إنتاج فكري، مثل (دليل الكتاب المصري) الذي بدأت الهيئة المصرية العامة للكتاب في إصداره منذ عام 1972.

### الببليوجرافيات المتخصصة
وهي التي تهتم بحصر ووصف الإنتاج الفكري المتخصص في موضوع معين وعادة ما تحرص هذه الببليوجرافيات علي تغطية الإنتاج الفكري بكل أشكاله وعلي اختلاف لغاته وذلك في إطار حدودها الموضوعية، مثل: (محمد فتحي عبد الهادي.الدليل الببليوجرافي للإنتاج الفكري العربي في العلوم الاجتماعية، محمد فتحي عبد الهادي. الدليل الببليوجرافي للإنتاج الفكري العربي في مجال المكتبات والتوثيق).

### الببليوجرافيات المعيارية
وهي تهم بحصر ووصف الإنتاج الفكري المناسب لمستويات دراسية معينة أو فئة معينة من المكتبات، مثل:(دليل الكتب للمكتبات المدرسية/ لوزارة التربية والتعليم وهي تشتمل علي الكتب المناسبة لمراحل دراسية معينة وذلك لأغراض الاختيار في المكتبات المدرسية).

### الببليوجرافيات النوعية
وهي تلك الببليوجرافيات التي تهتم بحصر ووصف شكل معين من أشكال الإنتاج الفكري، ومن أبرز هذه الأشكال: الدوريات، الرسائل الجامعية، أعمال المؤتمرات، تقارير البحوث، المطبوعات الرسمية، ومن أمثلة هذه الببليوجرافيات النوعية: الدليل الببليوجرافي للرسائل الجامعية في مصر.

## التقنيات المستخدمة

### الفهارس المحوسبة
وهي الفهارس التي تكون على شكل صفحات كتاب مخزنة على الحاسوب، بحيث تكون بمثابة مخزن لمعلومات الفهرس ويمكن اظهار تلك المعلومات على الشاشة بنفس شكلها وتسلسلها في البطاقة. وتوصف مداخل الفهرس الموضوعي المحوسب الذي هو عبارة عن قناة اتصال تعمل باتجاه محدد، من خلال رؤوس الموضوعات بعد ان تتم المطابقة بين رؤوس الموضوعات ومصطلح الباحث.
ان التعامل مع مصادر المعلومات المحوسبة سيؤمن الاستفادة من جبهة واسعة جداً من المعلومات في موضوع متخصص أو أكثر، كما يمكن للفهرس المحوسب ان يوفر الوصول المباشر للمعلومات المخزونة فيه، الأمر الذي يختصر الكثير من الوقت والجهد، وبالتالي سيختلف ما يمكن إتاحته على الحاسوب من معلومات عمّا تتيحه الفهارس اليدوية، وهذا سيؤدي إلى زيادة رضا المستفيدين بدرجة تفوق رضاهم عن الإتاحة الموضوعية عبر النظم التقليدية).
ولابد من الإشارة إلى أن استخدام الفهرسة على الخط المباشر كان له الأثر الكبير في رفع كفاءة الفهرس وبخاصة فيما يتعلق بالتغلب على مشكلة تعدد اللغات، وتحسين الوصول الموضوعي في الفهرس إضافة إلى ضبط الجودة في إعداد التسجيلات الببليوغرافية، كما ان استخدام الحاسوب سيمكن من إلغاء ارتباط استرجاع المعلومات بحواجز الوسائط المادية وهو ما يطلق عليه (Procognition system) وقد أوضح لايدر (Lider) أن هذا النظام للإدراك المعرفي سوف لا يعمل كوسيلة لتخزين المعلومات فحسب بل كعضو متعدد الأغراض يمكن ان يصل إليه المستفيد عند بحثه عن الموضوع)، ولتطوير هذا النظام لابد من توفر الفهارس المحوسبة وإتاحة استخدامها على الخط المباشر. وقد أدى الاهتمام بتوسيع وظائف الفهارس المحوسبة إلى تطوير قاعدة بيانات محوسبة لتصنيف دوي العشري، وذلك لإتاحة ربط أرقام التصنيف برؤوس موضوعات مكتبة الكونكرس، وكذلك تطوير المكانز وادخال تعديلات على قائمة مكتبة الكونكرس (LCSH)، الأمر الذي أثر ايجاباً على نظام البحث والاسترجاع، فقد أدت الإتاحة المحوسبة للفهرس وإتساع وظائفه إلى تعدد نقاط الإتاحة من خلال إمكانية البحث بالكلمات المفتاحية والمنطق البولياني في كل حقل في التسجيلة إضافة إلى نقاط الإتاحة التقليدية وهي (المؤلف، العنوان، الموضوع) ولابد من القول أن من أهم الفوائد التي تجنى من الفهارس المحوسبة هي وجودها على قرص مكنز (ROM - CD)، فقد حررت هذه الواسطة المفهرسين الموضوعين ومستخدمي رؤوس الموضوعات من صعوبات البحث عن رؤوس الموضوعات في الفهارس التقليدية وربما كان خير مثال على ذلك الفهرس المقروء آليـاً على القرص المكتنز (MARC - CD) الذي انتجته مكتبة الكونكرس عام 1981 ويعد أول فهرس محوسب على قرص مكتنز (*)، وقد صمم نظام القرص المكتنز للموضوعات لجعل المستفيد يصل إلى المعلومات من خلال النوافذ (Windos) والتي يمكن استخدامها للبحث والتصفح، وهي تخدم عدة اغراض من ضمنها توضيح اماكن وجود المعلومات، واماكن استراتيجيات البحث، واماكن عرض الاشارات الببليوغرافية التي تنتج عن البحث الناجح. ومن الملاحظ استخدام التفريعات في هذا النوع من الفهارس على الأقراص المكتنزة بشكل موسع لبناء الرأس المعقد.

### استخدام الفهارس العالمية على الخط المباشر
لقد ادت الزيادة الهائلة والمتنوعة في المعلومات والنمو السريع في عدد مستخدميها عبر شبكة الإنترنت إلى اهتمام المؤسسات المهنية في مجال المكتبات والمعلومات بتوفير سبل الوصول إلى هذه المعلومات واتاحتها للمستفيدين من خلال فهرس الاتصال المباشر للمكتبات على الإنترنت.ومن أشهر هذه الفهارس، الفهرس العالمي الموحد (World Cat) على شبكة (OCLC)، حيث يضمن هذا الشكل من الفهارس الاتصال المباشر ما بين المكتبات ونظم شبكة المعلومات والاتصال المباشر بالقواعد الببليوغرافية التي لديها، وذلك من خلال إستراتيجية بحث خاصة بالاتصال المباشر (Online Searching-.
ان الاستفادة من هذه التقنيات المتطورة وادخالها إلى نظم المعلومات في المكتبات ومراكز المعلومات مع التقنيات الأخرى التي يجري تطويرها لهذا الغرض تتمثل في إنشاء تسجيلات ببليوغرافية لذلك الكم الهائل من اوعية المعلومات واستخدامها في بناء قواعد بيانات ببليوغرافية هائلة الضخامة توفر امكانية استرجاع البيانات الببليوغرافية عن طريق البحث المباشر ومن خلال استغلال شبكة الإنترنت.
وفي مجال الفهرسة الموضوعية يمكن استخدام تقنية النظم الخبيرة لاكتشاف الأخطاء الطباعية وأخطاء الترميز في رؤوس الموضوعات وتصحيحها آلياً، وهذه هي إحدى التقنيات التي يقدمها الفهرس العالمي الموحد (World Cat)(*) على شبكة (OCLC) إذ يجعل قاعدة بيانات رؤوس الموضوعات لهذا الفهرس ذات كفاءة عالية.
وهذا ما يوسع من نطاق الإتاحة الموضوعية للمعلومات ويساعد على إجراء تغيرات جوهرية على قوائم رؤوس الموضوعات، حيث ستكون هناك حاجة للبحث المباشر متعدد الاوجه الذي يتضمن مفردات من اللغة الطبيعية والمكانز وارقام التصنيف، والذي سيعتمد استخدام قوائم محتويات الكتب وعناوينها والكشافات المتاحة في نهاية الكتب كرؤوس موضوعات.

### البوابات الموضوعية على الأنترنت: الميتا داتابيانات وصفية
مع ظهور الإنترنت وتطور تقنياته، ظهرت نوعية جديدة من اوعية المعلومات على مواقع الإنترنت التي ظهرت أول الامر بشكل عشوائي وغير منظم، الأمر الذي سبب ارباك كبيراً للمستفدين، فظهر ما يعرف بمحركات البحث (Search engines) إلا أنها لم تحل المشكلة، كونها تستخدم اللغات الحرة غير المقيدة التي تعتمد على تكشيف المصطلحات آلياً دون التحليل الموضوعي لمحتوى المادة والذي يتطلب الجهد البشري.
وكحل لهـذه المشكـلة ظهـر على السـاحة ما يعـرف في الوقت الحاضر بفهارس مصادر الإنترنت (Internet resources catalogs)، أو البوابـات المـوضوعيـة
(Subject gateways) أو ما يعرف ايضاً بالأدلة الموضوعية (Subject directories)، والتي تفضل الباحثة تسميتها بالبوابات (Gateways)(*)، حيث تدل جميع هذه المصطلحات على معنى واحد، وهي تمثل بصفة عامة الادوات النسقية التي توفر مصادر معلومات مصنفة حسب مجموعة من التقسيمات الموضوعية التي تقيم وتراجع محتوياتها من قبل مجموعة من المكتبيين والخبراء المتخصصين موضوعياً.
وتعرف (البوابات) بين مجتمع المكتبيين بانها خدمة تسمح للمستفيد الوصول بشكل مباشرالى محتويات المكتبات سواء المطبوعة منها أو الالكترونية . والبوابة في صورتها النموذجية، هي عبارة عن قاعدة بيانات تشتمل على تسجيلات مفصلة لما وراء البيانات (Detailed metdata records) حيث تقوم بوصف مصادر الإنترنت وتوفر الرابطة الفائقة (Links) لهذه المصادر.
وللمستفيد الخيار بين البحث في قاعدة البيانات بواسطة الكلمات المفتاحية أو تصفح المصادر تحت رؤوس موضوعاتها.
ووظيفة البوابات هي تقليل الفجوة بين المحركات البحثية التي تكون بمثابة كشافات شاملة للمصطلحات الواردة في صفحات الإنترنت تمكن الباحث من ايجاد ما يحتاجه من معلومات ووضع محتواها بين يديه، وبين الادلة الموضوعية التي تمثل ادوات أكثر نسقية من خلال ما توفره من مصادر معلومات مصنفة وفقاً لمجموعة من التقسيمات الموضوعية تفيد في تحديد وتقييم مصادر الإنترنت وعادة ما تكون بشكل لغة تحديد النص الفائق، حيث تقوم البوابات باتاحة المصادر المقترحة والمصنفة موضوعياً، إضافة إلى إمكانية البحث السريـع التي تسمح للمستفيد باجراء استفسارات البحث المختلفة والتعديلات اللازمة عليها.
وقد كانت هذه التقنية في بداية ظهورها تفتقر إلى تقنين دقيق لبياناتها ومع التطورات السريعة للانترنت برزت الحاجة إلى مزيد من التخصيص فيما تقدمه هذه التقنية من خدمات، نتج على اثره عقد مؤتمر في مدينة دبلن لتقنين هذه البيانات وتخصصها بشكل أكبر من قبل مجموعة من المتخصصين المكتبيين، وكانت ثمرة هذا المؤتمر ما يعرف الآن بدبلن كور (Dublin Core)(*)، والذي تبنته المنظمة الوطنية لمواصفات المعلومات في أمريكا (NTSO).
ويمتاز هذا التقنين بشكل عام بالبساطة وخلوه من التعقيد وحسن الصياغة في الجانب الموضوعي والوصفي منه. وعند مقارنة هذا التقنين مع (MARC) الأمريكي، يمكننا القول انهما صيغتان تسيران في خطين متوازيين، بل إن صيغة (MARC) نفسها هي شكل من اشكال البوابات الموضوعية وهذا ما أكده الشويش ([23])، مضيفاً ان هدف الصيغتين هو هدف واحد، وهو توفير البيانات الوصفية والموضوعية للوثائق بشكل يمكن للنظم المحوسبة قراءتها ومعالجتها في عمليات البحث والاسترجاع.

## إعداد
نها محمد عثمان (مدرس بقسم المكتبات والمعلومات - كلية الآداب - جامعة المنوفية)

## انظر ايضًا
- أوعية مرجعية
- خدمة فهرسة واستخراج المستخلصات